# Nationalversammlung (Polen)

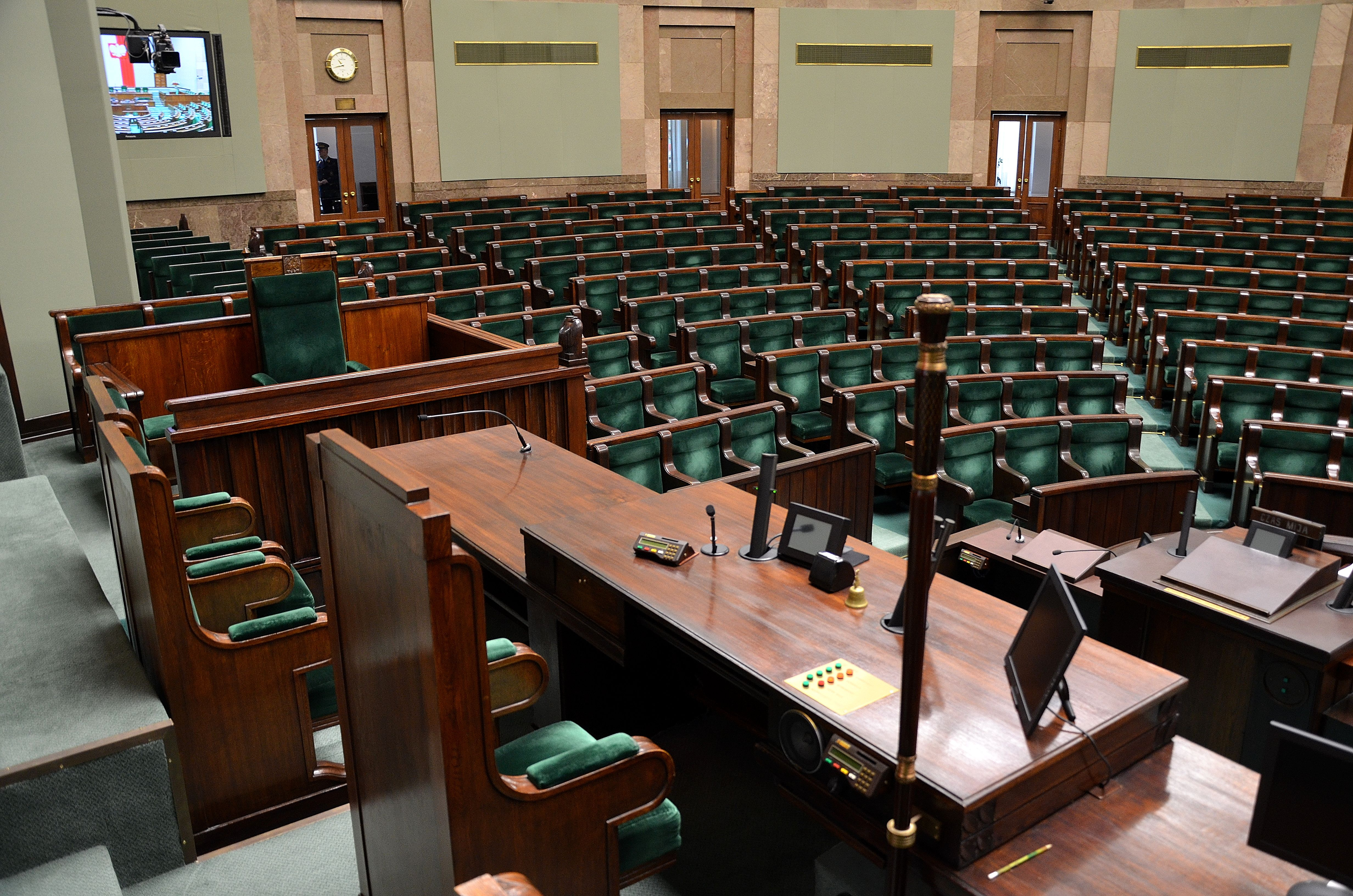
Sejmgebäude in Warschau, Tagungsort der Nationalversammlung: links im Bild der Präsidentensessel (mit hölzerner Brüstung), im Vordergrund der Sitz des Vorsitzenden

Die Nationalversammlung (poln. Zgromadzenie Narodowe) ist in der Republik Polen ein Verfassungsorgan, dessen wichtigste verfassungsmäßige Aufgabe die Entgegennahme des Amtseides des Präsidenten ist.

## Verfassungsrechtliche Verankerung und Befugnisse
Gemäß dem Artikel 114 Abs. 1 der Verfassung vom 2. April 1997 besteht die Nationalversammlung aus den Abgeordneten des Sejm (460) und den Senatoren (100), also insgesamt hat sie 560 Mitglieder. Die Leitung der Nationalversammlung obliegt dem Sejmmarschall, welcher vom Senatsmarschall vertreten werden kann. Die Nationalversammlung kann ihre Geschäftsordnung beschließen (Art. 114 Abs. 2).
Zu den Aufgaben der Nationalversammlung gehört gemäß Artikel 130 der Verfassung die Entgegennahme des Eides des neu gewählten Präsidenten der Republik Polen, womit er sein Amt übernimmt. Bei einer Wiederwahl wird gemäß der praktischen Auslegung der Verfassung der Präsident erneut vereidigt.
Ferner ist die Nationalversammlung zur Erklärung der vorläufigen Amtsunfähigkeit des Präsidenten (z. B. auf Grund einer Krankheit) mit einer Zweidrittelmehrheit der Gesamtzahl ihrer Mitglieder (d. h. mindestens 374 Stimmen) befähigt (Art. 131 Abs. 2 Punkt 4). Ebenso kann die Nationalversammlung mit einer Zweidrittelmehrheit den Präsidenten wegen Verfassungsverletzung vor dem Staatsgerichtshof anklagen. Diese Abstimmung bedarf eines Antrags von mindestens 140 Mitglieder der Nationalversammlung (Art. 145 Abs. 2).
Die Nationalversammlung kann ansonsten einberufen werden, um eine Ansprache des Präsidenten zu hören. Sonstige Zusammenkünfte von Sejm und Senat, die zu verschiedenen feierlichen Anlässen stattfinden (wie z. B. Jahrestage historischer Ereignisse oder Ansprachen fremdländischer Staatsoberhäupter), stellen gemäß der Verfassung keine Nationalversammlung dar, obgleich sie manchmal in den Medien fälschlicherweise so bezeichnet werden. Polnische Parlamentskammern bezeichnen solche Zusammenkünfte als "Versammlung der Abgeordneten und Senatoren" oder "Festliche Versammlung der Abgeordneten und Senatoren" (poln. (Uroczyste) Zgromadzenie Posłów i Senatorów).

## Geschichte
Historisch stand der Nationalversammlung 1921 bis 1935 darüber hinaus gemäß der „Märzverfassung“ das Recht zur Wahl des Staatspräsidenten sowie zur Revision der Verfassung alle 25 Jahre ab dem Erstbeschluss zu. Von der Letztgenannten wurde nie Gebrauch gemacht, da die Verfassung auf einem anderen Wege geändert und die Nationalversammlung aufgehoben wurde. Die Nationalversammlung bestand gemäß der „Märzverfassung“ aus 444 Sejm-Abgeordneten und 111 Senatoren, hatte also 555 Mitglieder.
Nach der Wiedereinführung 1989 war die Nationalversammlung zur Wahl des Staatspräsidenten befähigt, was nur einmal geschehen ist. Eine Verfassungsänderung 1990 sprach ihr dieses Recht ab, stattete sie aber mit dem Recht und der Aufgabe der Änderung der Verfassung sowie bis 1992 zur Feststellung der Gültigkeit der Präsidentenwahl aus. Die derzeitige Verfassung wurde 1997 von der Nationalversammlung beschlossen. Sie sieht eine direkte Wahl des Präsidenten durch das Volk und die Verfassungsänderung durch separate Beschlüsse von Sejm und Senat vor.

## Sitzungen der Nationalversammlung

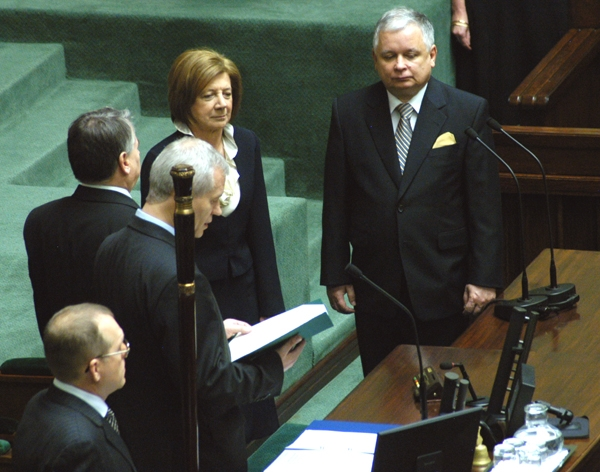
23. Dezember 2005: Vereidigung von Lech Kaczyński

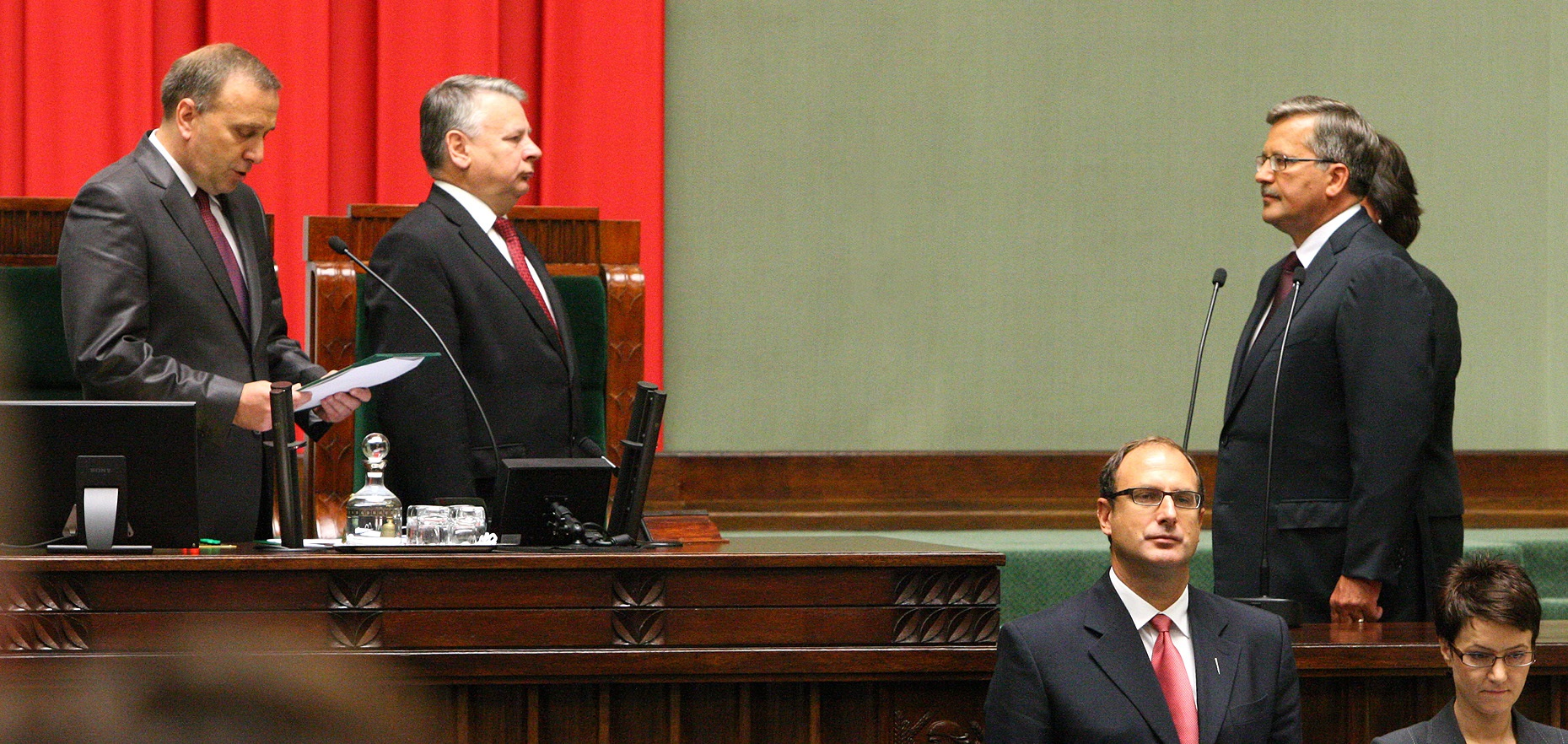
6. August 2010: Vereidigung von Bronisław Komorowski

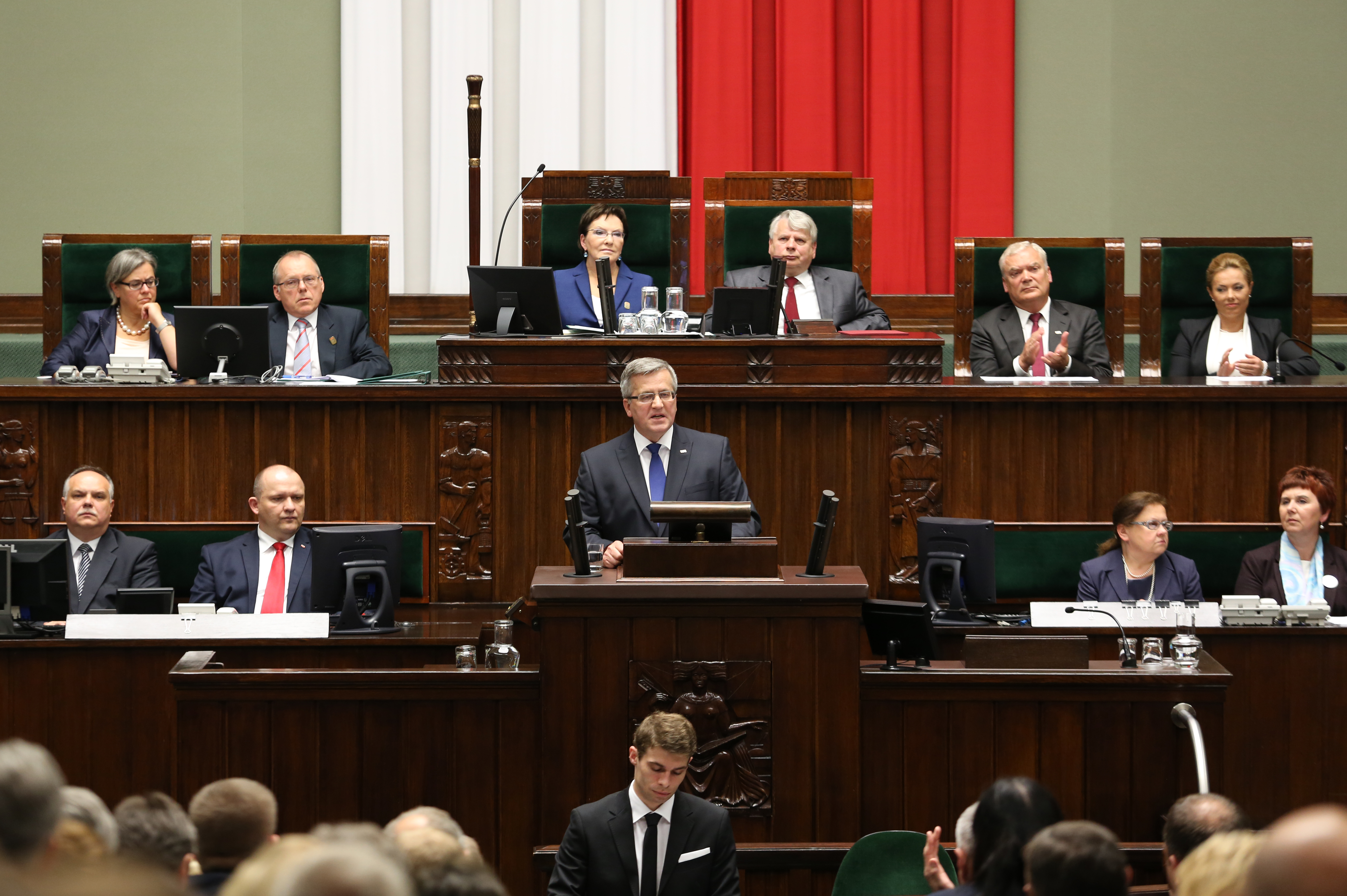
4. Juni 2014: Ansprache des Präsidenten

1. 9. Dezember 1922 – Wahl des Präsidenten der Republik Polen[6]
2. 11. Dezember 1922 – Entgegennahme des Amtseides vom Präsidenten der Republik Polen Gabriel Narutowicz[6]
3. 20. Dezember 1922 – Wahl des Präsidenten der Republik Polen und Entgegennahme des Amtseides von Stanisław Wojciechowski[7]
4. 31. Mai 1926 – Wahl des Präsidenten der Republik Polen (gewählt wurde Józef Piłsudski, er nahm jedoch die Wahl nicht an)[8]
5. 1. Juni 1926 – Wahl des Präsidenten der Republik Polen[9]
6. 4. Juni 1926 – Warschau, Königsschloss – Entgegennahme des Amtseides vom Präsidenten der Republik Polen Ignacy Mościcki[9]
7. 8. Mai 1933 – Warschau, Sejmgebäude – Wahl des Präsidenten der Republik Polen[2]
8. 9. Mai 1933 – Warschau, Königsschloss – Entgegennahme des Amtseides vom Präsidenten der Republik Polen Ignacy Mościcki (2. Amtszeit)[10]
9. 19. Juli 1989 – Warschau, Sejmgebäude – Wahl des Präsidenten der Volksrepublik Polen, Entgegennahme des Amtseides von Wojciech Jaruzelski[11] und Ansprache des Präsidenten
10. 22. Dezember 1990 – Warschau, Sejmgebäude – Entgegennahme des Amtseides vom Präsidenten der Republik Polen Lech Wałęsa[12]
11. 23. April 1992 – Warschau, Sejmgebäude – Verabschiedung des Verfassungsgesetzes
12. 17. Oktober 1992 – Warschau, Sejmgebäude – Verabschiedung des Verfassungsgesetzes
13. 22. September 1994 – Warschau, Sejmgebäude – Beschluss über die Geschäftsordnung der Nationalversammlung
14. 23. Dezember 1995 – Warschau, Sejmgebäude – Entgegennahme des Amtseides vom Präsidenten der Republik Polen Aleksander Kwaśniewski
15. 19. Januar 1996 – Warschau, Sejmgebäude – Beschluss über die Änderung der Geschäftsordnung der Nationalversammlung
16. 2. April 1997 – Warschau, Sejmgebäude – Verabschiedung der Verfassung
17. 6. Dezember 2000 – Warschau, Sejmgebäude – Beschluss über die Geschäftsordnung der Nationalversammlung
18. 23. Dezember 2000 – Warschau, Sejmgebäude – Entgegennahme des Amtseides vom Präsidenten der Republik Polen Aleksander Kwaśniewski (2. Amtszeit) sowie Ansprache des Präsidenten[3]
19. 23. Dezember 2005 – Warschau, Sejmgebäude – Entgegennahme des Amtseides vom Präsidenten der Republik Polen Lech Kaczyński sowie Ansprache des Präsidenten[13]
20. 6. August 2010 – Warschau, Sejmgebäude – Entgegennahme des Amtseides vom Präsidenten der Republik Polen Bronisław Komorowski sowie Ansprache des Präsidenten[14]
21. 29. Mai 2014 – Warschau, Sejmgebäude – Beschluss über die Geschäftsordnung der Nationalversammlung
22. 4. Juni 2014 – Warschau, Sejmgebäude – Ansprache des Präsidenten Bronisław Komorowski[15]
23. 6. August 2015 – Warschau, Sejmgebäude – Entgegennahme des Amtseides vom Präsidenten der Republik Polen Andrzej Duda[16]
24. 15. April 2016 – Posen, Messehalle – Ansprache des Präsidenten Andrzej Duda[17]
25. 5. Dezember 2017 – Warschau, Sejmgebäude – Ansprache des Präsidenten Andrzej Duda aus dem Anlass des beginnenden 100. Jubiläumsjahres der Unabhängigkeit der polnischen Republik[4]
26. 13. Juli 2018 – Warschau, Königsschloss – Ansprache des Präsidenten Andrzej Duda aus dem Anlass des 550. Jubiläums des polnischen Parlamentarismus[4]
27. 6. August 2020 – Warschau, Sejmgebäude – Entgegennahme des Amtseides vom Präsidenten der Republik Polen Andrzej Duda (2. Amtszeit)[4]
28. 6. August 2025 – Warschau, Sejmgebäude – Entgegennahme des Amtseides vom Präsidenten der Republik Polen Karol Nawrocki